# 久我晴通
久我 晴通（こが はるみち/はれみち）は、戦国時代の公卿。太政大臣・近衛尚通の次男。右大臣・久我通言の養子。官位は正二位・権大納言、右近衛大将。｢晴｣の字は姉・慶寿院の夫でもある12代将軍・足利義晴からの偏諱と思われる。

## 生涯
永正16年（1519年） 、近衛尚通（関白・太政大臣）の息子として誕生。
享禄4年（1531年）、久我邦通（権大納言）が嗣子無く没したので、同年11月に邦通の父・通言の養子に入った。
天文2年（1533年）、叙爵して元服、侍従に列した。その後も右近衛少将・右近衛中将を歴任し、天文5年（1536年）に従三位権中納言となった。また、同年に養父が出家したことを受けて、久我家の家督を継いで、源氏長者となり、奨学院別当に任命された。
天文12年（1543年）、権大納言となり、さらに天文14年（1545年）に淳和院の別当となる。
義兄である足利義晴が政情不安から近江に追われた際には、兄である近衛稙家や大覚寺義俊と共にこれに従っている。
天文22年（1553年）、右近衛大将となるが、この年の4月8日に突然出家して宗入と号し、35歳で朝廷を去った。山科言継の『言継卿記』（天文22年4月9日条）には、世間の事について実姉である慶寿院（足利義輝の生母）と言い争ったことが原因で出家したという。その後は朝廷に復帰する事は無かったものの、義輝に近侍していた点では変わりがなかったようである。また、この年の4月27日に晴通の正室（武田元光の娘）が急死していることから、呪殺されたという噂も流れたという（『言継卿記』天文22年4月28日条）。
永禄元年（1558年）8月、京都の南郊の八幡に居宅を買い求め、同5年5月までに八幡に転居して、同12年11月に帰洛するまでここを生活の拠点としていた。
永禄2年（1559年）の大友義鎮の九州探題補任などの、大友氏と室町幕府の間の取次を務め、永禄3年（1560年）と同6年（1563年）に豊後国を訪問して、後者は大友氏と毛利氏の間で進められていた豊芸和平の仲介にあたっていた義輝の特使であったという。
永禄8年（1565年）、永禄の変で姉の慶寿院や甥の義輝が殺害された後も、晴通は京都と八幡を往来するなど、表向きの生活には変化がみられないが、その一方で義輝の弟である義昭を擁立しようとする細川藤孝や一色藤長らとも関係を持っていた。
足利義昭が織田信長に擁立されて上洛すると、晴通はその将軍宣下のために奔走している。甥である近衛前久が義昭と対立して京都を追放され、対立する二条晴良が関白に任じられる中で、晴通は義昭に近侍して家領の東久世荘の安堵だけでなく、新たに丹波国大内荘の代官職を恩賞として与えられた。このため、本圀寺の変が起きた際に細川藤孝・池田勝正と共に行方不明になったという噂も流された（『言継卿記』永禄11年10月16日条）。
元亀2年（1571年）、義昭の命で再び豊後国に派遣され、再び悪化した大友氏と毛利氏の和平の仲介にあたっている。
晩年の晴通の動きについては不明な点が多いが、某年卯月十日付で一色式部少輔（藤長）宛の足利義昭御内書（国立国会図書館所蔵『古簡』二所収）について、金子拓が花押などからこれは義昭の書状ではなく、久我晴通の書状であると結論づけた。この書状の年代は記載されていないものの、文章の内容から天正2年（1574年）と確定できるもので、しかも義昭自身の書状でなかったとしてもその周辺から出されたのは確実と言えるものであった。つまり、金子の説に従えば、晴通は元亀4年（1573年）7月の足利義昭の京都追放以降も義昭に近侍して各地を転々としていたことになる。それまでの通説では義昭と朝廷の関係悪化から、義昭の追放に従った公家はいないと考えられていたため、金子の指摘は従来の通説を覆すものとなった。また、永禄11年（1568年）に勅勘を受けて隠棲していた長男・通堅も合流していた可能性が高い。
天正3年（1575年）3月13日に晴通は病死し、4月6日には通堅も病死した。通堅は足利義昭が一時滞在していた堺で没していることから、晴通も京都に戻らずに死去したとみられている。
男子のうち、長男・通堅が久我家を継いだものの、前述のように父の後を追うように亡くなったため、その嫡男の久我敦通が家督を継いだ（前述の事情にもかかわらず、織田信長は敦通の家督継承後の同年11月に所領を安堵を認めている）。次男・具堯は分家して、岩倉家を興した。その岩倉家の系譜上の子孫が岩倉具視（別の公家堀河家からの養子）である。

## 系譜
- 父：近衛尚通
- 母：徳大寺維子 - 徳大寺実淳の娘
- 養父：久我通言
- 妻：武田元光の娘（?-1553）
  - 男子：三休
  - 長男：久我通堅（1541-1575）
- 妻：鴨祝秀顕の娘
  - 男子：岩倉具堯（?-1633）
  - 女子：近衛前久正室
  - 女子：瑞光院 - 西園寺実益室
  - 女子：興春院 - 久我敦通室、後に小倉季藤室
- 生母不明の子女
  - 男子：空辰
  - 男子：等潤